# 伊图廷加
伊图廷加是巴西米纳斯吉拉斯州的一个市镇。总面积372.508平方公里，总人口4051人，人口密度10.9人/平方公里。